# Flagge South Carolinas

Flagge von South Carolina

Die Flagge des US-Bundesstaates South Carolina wurde am 28. Januar 1861 offiziell angenommen.

## Geschichte

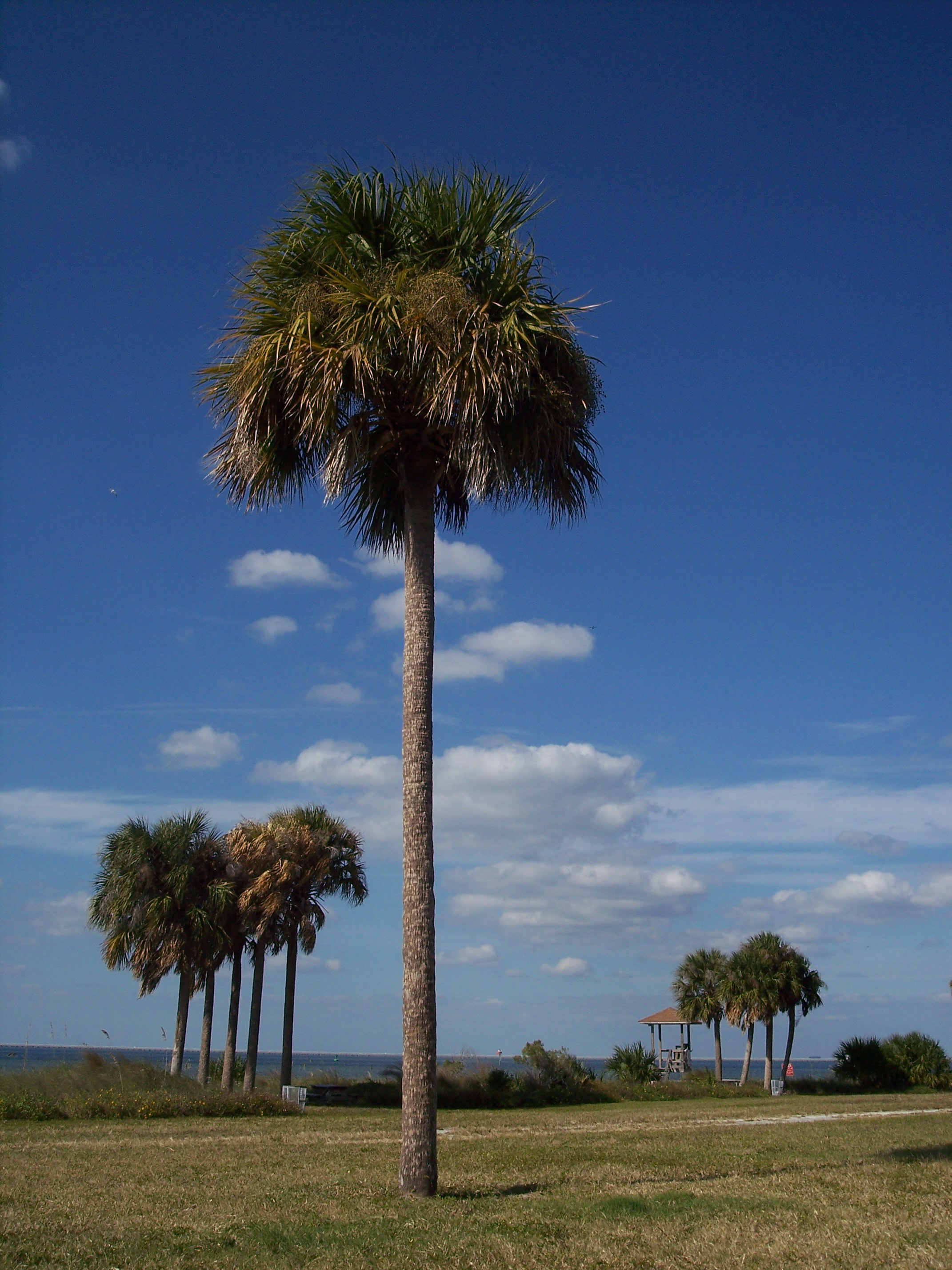
Palmettopalme

Sie stammt allgemeinen Annahmen zufolge von einem Design aus dem Jahre 1775, welches zur Benutzung für Truppen South Carolinas im Amerikanischen Unabhängigkeitskrieg erstellt wurde. 1861 wurde die Palmettopalme (Sabal palmetto) hinzugefügt, die für das Fort Moultrie steht, dessen Fundament auf Palmenstämmen errichtet wurde.

## Gestaltung
Das Blau der Flagge lehnt sich an die Uniformen der Miliz an. Das halbmondförmige Symbol (“crescent”) stellt einen Ringkragen (“gorget”) dar, ein Rüstungsteil der Reiterei, das als Emblem an der Kopfbedeckung von Verteidigern Fort Moultries zu sehen gewesen sein soll. Trotz dieser Annahmen findet man die Elemente, aus denen die Flagge zusammengesetzt ist, auch auf einem Banner aus dem Jahr 1765, als Bürger South Carolinas gegen die Stempelsteuer protestierten.

## Trivia
South Carolinas Flagge wurde im Jahr 2001 in einer Rangliste der North American Vexillological Association auf Platz 10 der am besten designten Staats- und Provinzflaggen Nordamerikas gewählt.

## Frühere Flaggen

Vor dem Sezessionskrieg
Während des Sezessionskriegs
1861